# Petrus Johannes Hubertus Adams
Petrus Johannes Hubertus Adams (Linne, 23 november 1902 - Schinveld, 20 april 1970) was een Nederlands politicus.
Hij was ambtenaar ter secretarie in Roermond voor hij in 1929 benoemd werd tot burgemeester van Noorbeek. In 1934 volgde zijn benoeming tot burgemeester van Schinveld. In 1944, na de bevrijding, kwam hij onder vuur te liggen vanwege vermeende medewerking aan de Duitse bezetter. Om die reden werd hij in 1944 op non-actief gezet waarbij M.J.P.M. Corbey benoemd werd tot waarnemend burgemeester. Na onderzoek in 1945 mocht Adams zijn werk hervatten. Eind 1967 ging Adams met pensioen en in 1970 overleed hij op 67-jarige leeftijd.